# Borja Soler
Borja Soler (València, 30 d'abril de 1983) és un director, guionista i productor valencià.
Conegut per crear i dirigir la sèrie La Ruta (2022) d'Atresplayer, Mindanao (2021) curtmetratge nominat al Goya, i dos episodis d' Antidisturbios, sèrie guanyadora del Premi Feroz a la millor Sèrie Dramática en 2021.

## Biografia
El seu primer treball al cinema va ser de codirector en Stockholm (2013), dirigida per Rodrigo Sorogoyen i protagonitzada per Aura Garrido i Javier Pereira. La pel·lícula va rebre nombroses nominacions i premis en diferents festivals i cerimònies, portant-se fins i tot el Premi Feroz a Millor Pel·lícula Dramàtica.
La seva filmografia a més compta amb els curtmetratges Ahora seremos felices (2018), Snorkel (2019) i Mindanao (2021), protagonitzat per Carmen Machi i nominat a millor curtmetratge de ficció pels XXXVI Premis Goya.
Actualment dirigeix La Ruta, sèrie d'Atresplayer.

## Filmografia

### Pel·lícules
- 2013: Stockholm
- 2018: Ahora seamos felices (curtmetratge)
- 2019: Snorkel (curtmetratge)
- 2021: Mindanao (curtmetratge)[8]

### Televisió
- 2022: La Ruta
- 2021: Antidisturbios

## Premis
Premis Goya
| Any  | Categoria                     | Treball  | Resultat |
| ---- | ----------------------------- | -------- | -------- |
| 2022 | Millor curtmetratge de ficció | Mindanao | Nominat  |